# Pluhatar, Bilovodsk
Pluhatar (în ucraineană Плугатар) este localitatea de reședință a comunei Pluhatar din raionul Bilovodsk, regiunea Luhansk, Ucraina.

## Demografie
Componența lingvistică a localității Pluhatar
     Ucraineană (89,95%)
     Rusă (9,58%)
     Alte limbi (0,31%)
Conform recensământului din 2001, majoritatea populației localității Pluhatar era vorbitoare de ucraineană (89,95%), existând în minoritate și vorbitori de rusă (9,58%).